# Dicnemon spathoideum
Dicnemon spathoideum là một loài rêu trong họ Dicnemonaceae. Loài này được Duby ex Besch. mô tả khoa học đầu tiên năm 1873.